# Cratichneumon sanguineoplagiatus
Cratichneumon sanguineoplagiatus là một loài tò vò trong họ Ichneumonidae.